# Communauté de communes du Val de Galilée
La Communauté de communes du Val de Galilée est une ancienne communauté de communes
française, qui était située dans le département des Vosges en région Lorraine.
Sept communes font partie du Parc naturel régional des Ballons des Vosges, six sont classées en zone montagne. La Communauté de communes est située à 15 minutes de Saint-Dié-des-Vosges, en bordure de la ligne de crêtes qui délimite les régions Lorraine et Alsace.

## Histoire
En décembre 1997, les 3 communes de Ban-de-Laveline, Gemaingoutte et Wisembach créent la « Communauté de communes des Vallées de la Morte et du Blanc-Rû ».
En décembre 1999, les 6 communes de Bertrimoutier, Combrimont, Frapelle, Lesseux, Neuvillers-sur-Fave et Raves intègrent la communauté de communes qui change de dénomination en « Communauté de communes du Val de Galilée », remettant à l'honneur une dénomination très ancienne.
Le 1er janvier 2003, la commune de La Croix-aux-Mines adhère à la communauté de communes.
Le 1er janvier 2014, la communauté de communes fusionnent avec les communautés de communes de la Fave et de la Meurthe et de la Fave pour former la Communauté de communes Fave, Meurthe, Galilée.

## Composition
Elle est composée des 10 communes suivantes :
1. Ban-de-Laveline (siège)
2. Bertrimoutier
3. Combrimont
4. La Croix-aux-Mines
5. Frapelle
6. Gemaingoutte
7. Lesseux
8. Neuvillers-sur-Fave
9. Raves
10. Wisembach

## Administration
| Période                                  | Période          | Identité             | Étiquette | Qualité |
| ---------------------------------------- | ---------------- | -------------------- | --------- | ------- |
| Les données manquantes sont à compléter. |                  |                      |           |         |
|                                          | 1er janvier 2014 | Jean-Jacques Daillot |           |         |